# Atarba (Atarba) boliviana
Atarba (Atarba) boliviana is een tweevleugelige uit de familie steltmuggen (Limoniidae). De soort komt voor in het Neotropisch gebied.